# کلاشتر هرادیشتی ناد ییزروو
کلاشتر هرادیشتی ناد ییزروو (به چکی: Klášter Hradiště nad Jizerou) یک منطقهٔ مسکونی در جمهوری چک است که در ناحیه ملادا بولسلاو واقع شده‌است. کلاشتر هرادیشتی ناد ییزروو ۴٫۶۲ کیلومتر مربع مساحت و ۹۱۱ نفر جمعیت دارد و ۲۲۸ متر بالاتر از سطح دریا واقع شده‌است.